# Ключи (Белинский район)
Ключи — село в Белинском районе Пензенской области России. Входит в состав Волчковского сельсовета.

## География
Расположен в 6 км к северо-востоку от села Волчково, на р. Малый Чембар.

## Население
| 1747 | 1864 | 1877 | 1897 | 1911  | 1926  | 1930  |
| ---- | ---- | ---- | ---- | ----- | ----- | ----- |
| 910  | ↘566 | ↗840 | ↘832 | ↗1012 | ↗1170 | ↘1160 |
| 1951 | 1959 | 1979 | 1989 | 1996  | 2002  | 2010  |
| ↘261 | ↗267 | ↘126 | ↘69  | ↘59   | ↘36   | ↘28   |

## История
Впервые упоминается в 1713 г. Административный центр одноименной волости Чембарского уезда, после 1910-х г. село Крюковской волости. После революции в центр сельсовета. Центральная усадьба колхоза «Сталинский рассвет».